# Нова Уда
Нова Уда́ (рос. Новая Уда, ерз. Новая Уда) — село у складі Лямбірського району Мордовії, Росія. Входить до складу Атемарського сільського поселення.

## Населення
Населення — 11 осіб (2010; 21 у 2002).
Національний склад (станом на 2002 рік):
- росіяни — 86 %